# One Million Monkeys Typing
One Million Monkeys Typing fue un sitio web de ficción colaborativa creado por Nina Zito e Ilya Kreymerman que estuvo activo desde 2007 hasta 2011. La plataforma permitía a los usuarios contribuir con fragmentos de historias de entre 50 y 300 palabras, y cada fragmento podía tener hasta tres fragmentos ramificados propios.
Una de las primeras plataformas de escritura colaborativa en línea, atrajo posteriormente el interés académico como un raro ejemplo de un proyecto de escritura colaborativa basado en la web que era multilineal; los usuarios contribuían con narrativas ramificadas al sitio en lugar del estilo lineal más típico de la ficción colaborativa en línea en el que los usuarios contribuían a una única historia unitaria.

## Historia y operaciones
One Million Monkeys Typing fue concebido y creado por Nina Zito, diseñadora web, e Ilya Kreymerman, desarrollador web. Zito y Kreymerman estaban discutiendo la idea de que la gente escribiera nuevos finales para obras clásicas de la literatura, y desarrollaron aún más la idea en One Million Monkeys Typing, en el que los usuarios escribían historias enteras. Zito dijo que la pareja «imaginó un texto interminable y en constante mejora, con fuertes ramificaciones que reflejaban los gustos de la comunidad de nicho que lo había moldeado, exactamente lo opuesto a la naturaleza 'absoluta' de la imprenta». El sitio tomó su nombre, que se traduciría como «Un millón de monos tipeando», del teorema del mono infinito: que infinitos monos que producen infinitas cadenas de texto aleatorio finalmente reproducirán cualquier texto existente, incluyendo obras clásicas de literatura.
One Million Monkeys Typing surgió junto con varias otras plataformas colaborativas de escritura de ficción en línea a mediados de la década de 2000, incluidos proyectos como A Million Penguins y sitios como Protagonize, Wattpad y Ficlets. Zito publicó la primera historia del sitio en marzo de 2007. En julio de 2008, One Million Monkeys Typing tenía alrededor de 600 usuarios y había generado para Zito y Kreymerman «aproximadamente 13 dólares» en anuncios de banner durante el año anterior. A mediados de 2011, el sitio dejó de estar disponible.

## Características y comunidad
One Million Monkeys Typing permitía a los usuarios (a los que se denominaba «monos») escribir historias de forma colaborativa en fragmentos cortos. A cada nuevo fragmento de historia aportado por el usuario (denominado «tronco» en la jerga del sitio, que tiene como tema los árboles) se le podrían añadir o «injertar» hasta tres fragmentos posteriores. Los fragmentos de las historias variaban en longitud, con un máximo de 50 y 300 palabras, y el sitio y sus contenidos se distribuían bajo una licencia No Comercial Creative Commons. El sitio permitía a los usuarios clasificar y comentar fragmentos de manera que los más populares persistieran y crecieran, mientras que los caminos fallidos se «marchitarían y morirían». Más allá de esto, había un control editorial insignificante sobre las historias ramificadas del sitio.
La comunidad del sitio fue descrita por Isabell Klaiber, una estudiosa de literatura, como «asombrosamente armoniosa». Los comentarios publicados en fragmentos de historias de los usuarios tendían a ser positivos y de apoyo, y los comentarios negativos, más raros, a menudo se escondían entre descargos de responsabilidad. Tanto los comentarios como los fragmentos se atribuyeron a miembros identificables de la comunidad, y Klaiber escribió que el sistema de calificación de fragmentos más anónimo del sitio, de una a cinco estrellas («bananas»), era «quizás una expresión más honesta de la[s] opinión[es] de los usuarios». Los fragmentos que no gustaban tendían a no generar comentarios ni fragmentos de seguimiento propios, en lugar de críticas negativas de los usuarios.
Klaiber describió One Million Monkeys Typing como un proyecto de hiperficción colaborativa multilineal. Según ella, el sistema de comentarios activospara fragmentos de historias permitió una relación cocreativa entre los escritores del sitio y los lectores del mismo, los últimos de los cuales contribuyeron con sugerencias sobre posibles caminos que podrían tomar las historias. Klaiber describió esto como una «trama doble», donde los lectores eran conscientes a la vez de la historia contada por los fragmentos (la trama principal) y de las interacciones de los autores/comentaristas (la trama secundaria) que influyeron en la dirección de la trama principal. Describió a One Million Monkeys Typing y Protagonize como ejemplos raros de autoría de ficción colaborativa en línea multilineal, donde la mayoría de las otras plataformas fomentaban una narración colaborativa más lineal. El sitio se promocionaba a sí mismo como algo parecido a una historia ramificada de Elige tu propia aventura y un cadáver exquisito.

## Recepción
En el Utne Reader, Brendan Mackie escribió que el sitio «combina lo mejor de los talleres de escritores (poder criticar los escritos de otras personas) con la capacidad de descartar a escritores aburridos». Klaiber comparó One Million Monkeys Typing con la novela de 1908 La familia al completo, escrita en colaboración por 12 autores y que también presentaba lo que Klaiber describió como una «trama doble» en la que los desacuerdos de los autores eran evidentes para el lector. Alan Tapscott, Joaquim Colàs y Josep Blat dijeron que la «metodología distintiva del sitio condujo efectivamente a la creación de mundos narrativos paralelos, en lugar de expandir uno solo». Mientras tanto, la académica Johanna Drucker escribió que el espíritu colaborativo del sitio sugería «un espacio de escuela primaria de modo pseudo-igualitario en el que todos compartimos amablemente», siendo el producto «una buena combinación de diversión infantil y actividad surrealista».